# (187276) Meistas
(187276) Meistas est un astéroïde de la ceinture principale.

## Description
(187276) Meistas est un astéroïde de la ceinture principale. Il fut découvert le 8 octobre 2005 à Moletai par Kazimieras Černis et Justas Zdanavičius. Il présente une orbite caractérisée par un demi-grand axe de 2,79 UA, une excentricité de 0,13 et une inclinaison de 4,3° par rapport à l'écliptique.

## Compléments